# Hongkong az 1976. évi nyári olimpiai játékokon
Hongkong a kanadai Montréalban megrendezett 1976. évi nyári olimpiai játékok egyik részt vevő nemzete volt. Az országot az olimpián 6 sportágban 25 sportoló képviselte, akik érmet nem szereztek.

## Cselgáncs
| Versenyző                     | Versenyszám | Csoport | 32-es főtábla           | Nyolcaddöntő      | Negyeddöntő       | Elődöntő          | Vigaszág negyeddöntő | Vigaszág elődöntő | Bronz- mérkőzés   | Döntő             | Helyezés |
| Versenyző                     | Versenyszám | Csoport | Ellenfél Eredmény       | Ellenfél Eredmény | Ellenfél Eredmény | Ellenfél Eredmény | Ellenfél Eredmény    | Ellenfél Eredmény | Ellenfél Eredmény | Ellenfél Eredmény | Helyezés |
| ----------------------------- | ----------- | ------- | ----------------------- | ----------------- | ----------------- | ----------------- | -------------------- | ----------------- | ----------------- | ----------------- | -------- |
| Mók Cők-ving (Mok Cheuk Wing) | Váltósúly   | B       | John Van Hoek (AUS) · V | kiesett           | kiesett           | kiesett           |                      |                   |                   |                   | 19.      |

## Kajak-kenu
Férfi
| Versenyző                                       | Versenyszám         | Előfutam | Előfutam | Előfutam | Vigaszág | Vigaszág | Vigaszág | Elődöntő | Elődöntő | Elődöntő | Döntő   | Döntő    |
| Versenyző                                       | Versenyszám         | Idő      | Hely.    | Össz.    | Idő      | Hely.    | Össz.    | Idő      | Hely.    | Össz.    | Idő     | Helyezés |
| ----------------------------------------------- | ------------------- | -------- | -------- | -------- | -------- | -------- | -------- | -------- | -------- | -------- | ------- | -------- |
| Ng Tsuen Man                                    | Kajak egyes 500 m   | 2:18,31  | 6.       | 18.      | 2:07,25  | 5.       | 9.       | kiesett  | kiesett  | kiesett  | kiesett | kiesett  |
| Mak Chi Wai                                     | Kajak egyes 1000 m  | 4:54,89  | 7.       | 19.      | 4:42,38  | 4.       | 10.      | kiesett  | kiesett  | kiesett  | kiesett | kiesett  |
| Ng Hin Wan Hui Cheong                           | Kajak kettes 500 m  | 2:08,70  | 7.       | 21.      | 2:06,42  | 5.       | 12.      | kiesett  | kiesett  | kiesett  | kiesett | kiesett  |
| Ng Hin Wan Hui Cheong                           | Kajak kettes 1000 m | 4:22,64  | 8.       | 24.      | 4:17,25  | 5.       | 15.      | kiesett  | kiesett  | kiesett  | kiesett | kiesett  |
| Kwan Honk Wai Mak Chi Wai Ng Tsuen Man John Wai | Kajak négyes 1000 m | 3:55,72  | 7.       | 20.      | 3:53,75  | 6.       | 11.      | kiesett  | kiesett  | kiesett  | kiesett | kiesett  |

## Kerékpározás

### Országúti kerékpározás
Férfi
| Versenyző                                             | Versenyszám     | Idő              | Helyezés      |
| ----------------------------------------------------- | --------------- | ---------------- | ------------- |
| Chan Fai Lui                                          | Mezőnyverseny   | nem ért célba    | nem ért célba |
| Chan Lam Hams                                         | Mezőnyverseny   | nem ért célba    | nem ért célba |
| Kwong Chi Yan                                         | Mezőnyverseny   | nem ért célba    | nem ért célba |
| Tang Kam Man                                          | Mezőnyverseny   | nem ért célba    | nem ért célba |
| Chan Fai Lui Chan Lam Hams Kwong Chi Yan Tang Kam Man | Csapat időfutam | 2:39:43 (+30:50) | 26.           |

### Pálya-kerékpározás
Időfutam
| Versenyző    | Versenyszám  | Idő      | Helyezés |
| ------------ | ------------ | -------- | -------- |
| Chan Fai Lui | Férfi egyéni | 1:16,957 | 28.      |

Üldözőversenyek
| Versenyző    | Versenyszám  | Selejtező | Selejtező | Nyolcaddöntő | Nyolcaddöntő | Nyolcaddöntő | Negyeddöntő  | Negyeddöntő | Negyeddöntő | Elődöntő     | Elődöntő  | Elődöntő | Döntő        | Döntő     | Helyezés |
| Versenyző    | Versenyszám  | Idő       | Hely.     | Ellenfél Idő | Saját idő    | Hely.        | Ellenfél Idő | Saját idő   | Hely.       | Ellenfél Idő | Saját idő | Hely.    | Ellenfél Idő | Saját idő | Helyezés |
| ------------ | ------------ | --------- | --------- | ------------ | ------------ | ------------ | ------------ | ----------- | ----------- | ------------ | --------- | -------- | ------------ | --------- | -------- |
| Tang Kam Man | Férfi egyéni | 5:47,24   | 24.       | kiesett      | kiesett      | kiesett      | kiesett      | kiesett     | kiesett     | kiesett      | kiesett   | kiesett  | kiesett      | kiesett   | 24.      |

## Sportlövészet
Nyílt
| Versenyző             | Versenyszám          | Pont | Helyezés |
| --------------------- | -------------------- | ---- | -------- |
| Solomon Lee           | Gyorstüzelő pisztoly | 545  | 47.      |
| Camilo Pedro          | Szabadpisztoly       | 490  | 49.      |
| Peter Rull, Sr.       | Sportpuska, fekvő    | 586  | 41.      |
| Reginald Dos Remedios | Sportpuska, fekvő    | 579  | 71.      |
| Chow Tsun Man         | Skeet                | 172  | 60.      |
| Tso Hok Young         | Skeet                | 155  | 68.      |

## Úszás
Férfi
| Versenyző     | Versenyszám    | Előfutam | Előfutam | Előfutam | Elődöntő | Elődöntő | Elődöntő | Döntő   | Döntő    |
| Versenyző     | Versenyszám    | Idő      | Hely.    | Össz.    | Idő      | Hely.    | Össz.    | Idő     | Helyezés |
| ------------- | -------------- | -------- | -------- | -------- | -------- | -------- | -------- | ------- | -------- |
| Mark Crocker  | 100 m gyors    | 54,14    | 6.       | 31.      | kiesett  | kiesett  | kiesett  | kiesett | kiesett  |
| Mark Crocker  | 200 m gyors    | 2:00,81  | 6.       | 46.      |          |          |          | kiesett | kiesett  |
| Lawrence Kwoh | 100 m pillangó | 1:02,47  | 8.       | 43.      | kiesett  | kiesett  | kiesett  | kiesett | kiesett  |
| Lawrence Kwoh | 200 m pillangó | kizárták | kizárták | kizárták |          |          |          | kiesett | kiesett  |

Női
| Versenyző       | Versenyszám | Előfutam | Előfutam | Előfutam | Elődöntő | Elődöntő | Elődöntő | Döntő   | Döntő    |
| Versenyző       | Versenyszám | Idő      | Hely.    | Össz.    | Idő      | Hely.    | Össz.    | Idő     | Helyezés |
| --------------- | ----------- | -------- | -------- | -------- | -------- | -------- | -------- | ------- | -------- |
| Karen Robertson | 100 m gyors | 1:04,29  | 6.       | 45.      | kiesett  | kiesett  | kiesett  | kiesett | kiesett  |
| Karen Robertson | 400 m gyors | 5:03,90  | 7.       | 34.      |          |          |          | kiesett | kiesett  |
| Raphaelynne Lee | 200 m gyors | 2:20,76  | 6.       | 40.      |          |          |          | kiesett | kiesett  |
| Raphaelynne Lee | 100 m hát   | 1:14,66  | 7.       | 33.      | kiesett  | kiesett  | kiesett  | kiesett | kiesett  |

## Vívás
Férfi
| Versenyző                                           | Versenyszám       | Selejtező | Selejtező | Selejtező         | Selejtező | Selejtező         | Selejtező | Főtábla           | Főtábla           | Vigaszág          | Vigaszág          | Vigaszág          | Döntő             | Döntő   | Helyezés |
| Versenyző                                           | Versenyszám       | 1. kör | 1. kör    | 2. kör            | 2. kör    | 3. kör            | 3. kör    | 1. kör            | 2. kör            | 1. kör            | 2. kör            | 3. kör            | Döntő             | Döntő   | Helyezés |
| Versenyző                                           | Versenyszám       | Ellenfél Eredmény | Hely.     | Ellenfél Eredmény | Hely.     | Ellenfél Eredmény | Hely.     | Ellenfél Eredmény | Ellenfél Eredmény | Ellenfél Eredmény | Ellenfél Eredmény | Ellenfél Eredmény | Ellenfél Eredmény | Hely.   | Helyezés |
| --------------------------------------------------- | ----------------- | --- | --------- | ----------------- | --------- | ----------------- | --------- | ----------------- | ----------------- | ----------------- | ----------------- | ----------------- | ----------------- | ------- | -------- |
| Ng Wing Biu                                         | Tőr, egyéni       | B. csoport · Mihai Ţiu (ROU) · 1-5 · Enrique Salvat (CUB) · 1-5 · Bernard Talvard (FRA) · 0-5 · Barry Paul (GBR) · 4-5 · Ernest Simon (AUS) · 0-5 · Abdul Nasser Al-Sayegh (KUW) · 5-1  | 6.        | kiesett           | kiesett   | kiesett           | kiesett   | kiesett           | kiesett           | kiesett           | kiesett           | kiesett           | kiesett           | kiesett | 48.      |
| Matthew Chan                                        | Tőr, egyéni       | D. csoport · Vaszil Sztankovics (URS) · 2-5 · Harald Hein (FRG) · 4-5 · Ed Donofrio (USA) · 1-5 · Fabio Dal Zotto (ITA) · 3-5 · Fernando Lúpiz (ARG) · 4-5                              | 6.        | kiesett           | kiesett   | kiesett           | kiesett   | kiesett           | kiesett           | kiesett           | kiesett           | kiesett           | kiesett           | kiesett | 50.      |
| Roger Kam                                           | Tőr, egyéni       | A. csoport · Christian Noël (FRA) · 3-5 · Klaus Haertter (GDR) · 0-5 · Jorge Garbey (CUB) · 3-5 · Greg Benko (AUS) · 0-5 · Stefano Simoncelli (ITA) · 2-5 · Ahmed Al-Arbeed (KUW) · 5-4 | 6.        | kiesett           | kiesett   | kiesett           | kiesett   | kiesett           | kiesett           | kiesett           | kiesett           | kiesett           | kiesett           | kiesett | 49.      |
| Matthew Chan                                        | Párbajtőr, egyéni | L. csoport · Paul Szabo (ROU) · 0-5 · Jaroslav Jurka (TCH) · 0-5 · Fenyvesi Csaba (HUN) · 2-5 · Philippe Riboud (FRA) · 3-5 · Gilberto Peña (PUR) · 2-5                                 | 6.        | kiesett           | kiesett   | kiesett           | kiesett   | kiesett           | kiesett           | kiesett           | kiesett           | kiesett           | kiesett           | kiesett | 64.      |
| Denis Cunningham                                    | Párbajtőr, egyéni | K. csoport · Kulcsár Győző (HUN) · 4-5 · Philippe Boisse (FRA) · 1-5 · Peter Zobl-Wessely (AUT) · 3-5 · Brooke Makler (USA) · 0-5 · Taweewat Horrapun (THA) · 0-5                       | 6.        | kiesett           | kiesett   | kiesett           | kiesett   | kiesett           | kiesett           | kiesett           | kiesett           | kiesett           | kiesett           | kiesett | 63.      |
| Roger Kam                                           | Párbajtőr, egyéni | E. csoport · Reinhold Behr (FRG) · 0-5 · Pongrácz Antal (ROU) · 1-5 · Alekszandr Abusahmetov (URS) · 2-5 · Arthur Cramer (BRA) · 2-5                                                    | 5.        | kiesett           | kiesett   | kiesett           | kiesett   | kiesett           | kiesett           | kiesett           | kiesett           | kiesett           | kiesett           | kiesett | 60.      |
| Roger Kam                                           | Kard, egyéni      | D. csoport · Gedővári Imre (HUN) · 0-5 · Cornel Marin (ROU) · 0-5 · Leszek Jabłonowski (POL) · 1-5 · Marc Lavoie (CAN) · 0-5                                                            | 5.        | kiesett           | kiesett   | kiesett           | kiesett   | kiesett           | kiesett           | kiesett           | kiesett           | kiesett           | kiesett           | kiesett | 46.      |
| Ng Wing Biu Matthew Chan Denis Cunningham Roger Kam | Tőr, csapat       | D. csoport · Lengyelország (POL) · 1-15 · Egyesült Államok (USA) · 1-15 · Irán (IRI) · 7-9                                                                                              | 4.        |                   |           |                   |           | kiesett           | kiesett           |                   |                   |                   | kiesett           | kiesett | 9.       |
| Ng Wing Biu Matthew Chan Denis Cunningham Roger Kam | Párbajtőr, csapat | C. csoport · Svédország (SWE) · 1-15 · Olaszország (ITA) · 1-15 | 4.        | kiesett           | kiesett   |                   |           | kiesett           | kiesett           |                   |                   |                   | kiesett           | kiesett | 11.      |